# Bartha Knoppers
Pour les articles homonymes, voir Knoppers.
Bartha Maria Knoppers (née le 26 mai 1951 à Hilversum aux Pays-Bas) est une juriste canadienne, spécialisée dans les aspects éthiques de la génétique, de la génomique et des biotechnologies. Depuis le 1er juin 2009, elle dirige le Centre de génomique et politiques du Centre d’innovation Génome Québec et Université McGill et est professeure au Département de génétique humaine de la Faculté de médecine de l'Université McGill.

## Biographie

### Formation
Knoppers a étudié à l’Université McMaster où elle a obtenu en 1972 un baccalauréat ès arts en littérature française et anglaise. Elle a ensuite obtenu en 1974 une maîtrise en littérature comparée de l’Université de l'Alberta. 
Knoppers a ensuite étudié le droit à l'Université McGill (diplôme en études juridiques en 1978 et diplôme en droit civil en 1981), puis a passé son doctorat en droit à l'Université Panthéon-Sorbonne en 1985.

### Carrière
Knoppers a été présidente du Comité d’éthique internationale de l’Organisation du génome humain de 1996 à 2004.
En juin 2015, Knoppers se joint à l'équipe Sciences de la vie et soins de santé de Norton Rose Fulbright Canada, basée à Montréal, à titre de conseillère principale .

## Honneurs et distinctions
- 1996 - Scientifique de l'année (Société Radio-Canada)
- 1997 - Médaille du Barreau du Québec
- 2002 - Officière de l’Ordre du Canada et Médaille du jubilé de la Reine[1]
- 2011 - Prix J.-Rousseau[4]
- 2012 -  Prix Montréal InVivo : secteur des sciences de la vie et des technologies de la santé[5]
- 2015 - Médaille Paul-André-Crépeau de l'Association du Barreau canadien, Division du Québec (ABC-Québec)